# Равелусун, Райан
Райан Ни Аина Арнальдо Равелусун (малаг. Rayan Ny Aina Arnaldo Raveloson; 16 января 1997, Анусибе-Ифандза, Мадагаскар) — мадагаскарский футболист, опорный полузащитник клуба «Янг Бойз» и сборной Мадагаскара.

## Карьера

### Клубная карьера
Равелусун — воспитанник реюньонского клуба «Жанна д’Арк».
Провёл один сезон в команде «Эглантен де Вьерзон».
В 2014 году Равелусун присоединился к клубу «Тур». Выступал за «Тур B» в любительском чемпионате Франции 2. За основную команду «Тура» дебютировал 17 октября 2014 года в матче Лиги 2 против «Нима», в котором вышел на замену перед финальным свистком. 21 октября 2016 года в матче против «Валансьена» забил свой первый за «Тур».
29 июня 2018 года Равелусун перешёл в «Труа», подписав контракт на три сезона, до июня 2021 года. Дебютировал за «Труа» 27 июля в матче стартового тура сезона 2018/19 против «Аяччо». 14 сентября в матче против «Ньора» забил свой первый гол за «Труа».
20 мая 2021 года Равелусун перешёл в клуб MLS «Лос-Анджелес Гэлакси», подписав трёхлетний контракт с опцией продления ещё на один год. В американской лиге дебютировал 4 июля в матче против «Спортинга Канзас-Сити». 7 июля в матче против «Далласа» забил свой первый гол в MLS, и за полезные действия в этом матче был включён в символическую сборную недели в MLS.
4 августа 2022 года Равелусун перешёл в клуб Лиги 1 «Осер», подписав трёхлетний контракт с опцией продления ещё на один год. Сумма трансфера составила 1,78 млн долларов с возможностью увеличения бонусами до более чем 2 млн долларов. За «Осер» он дебютировал 21 августа в матче против «Монпелье», выйдя на замену в конце второго тайма вместо Матиаса Отре. 8 января 2023 года в матче Кубка Франции против «Дюнкерка» забил свои первые голы за «Осер», сделав дубль. 26 февраля в матче против «Лорьяна» забил свой первый гол в Лиге 1.

### Международная карьера
Равелусун родился на Мадагаскаре, вырос на Реюньоне. Его отец — мадагаскарец, мать — реюньонка.
Свой первый вызов в сборную Мадагаскара Равелусун получил на матчи квалификации Кубка африканских наций 2019 против сборной Экваториальной Гвинеи в октябре 2018 года, но в обоих матчах, состоявшихся 13 и 16 числа месяца, оставался на скамейке запасных.
Дебютировал за сборную Мадагаскара 2 июня 2019 года в товарищеском матче со сборной Люксембурга, в котором вышел на замену с началом второго тайма.
Равелусун был включён в состав сборной Мадагаскара на Кубок африканских наций 2019. Сборная, впервые участвовавшая в континентальном турнире, вышла в четвертьфинал, за что её игроки удостоились звания кавалеров Национального ордена.

## Достижения
Командные
 «Труа»
- Победитель Лиги 2: 2020/21

## Статистика выступлений

### Клубная статистика
| Выступление          | Выступление      | Выступление      | Лига | Лига | Кубок | Кубок | Кубок лиги | Кубок лиги | Континент. | Континент. | Прочие | Прочие | Итого | Итого |
| Клуб                 | Лига             | Сезон            | Игры | Голы | Игры  | Голы  | Игры       | Голы       | Игры       | Голы       | Игры   | Голы   | Игры  | Голы  |
| -------------------- | ---------------- | ---------------- | ---- | ---- | ----- | ----- | ---------- | ---------- | ---------- | ---------- | ------ | ------ | ----- | ----- |
| Тур                  | Лига 2           | 2014/15          | 1    | 0    | 0     | 0     | 0          | 0          | —          | —          | —      | —      | 1     | 0     |
| Тур                  | Лига 2           | 2015/16          | 7    | 0    | 1     | 0     | 0          | 0          | —          | —          | —      | —      | 8     | 0     |
| Тур                  | Лига 2           | 2016/17          | 19   | 1    | 0     | 0     | 1          | 0          | —          | —          | —      | —      | 20    | 1     |
| Тур                  | Лига 2           | 2017/18          | 26   | 1    | 3     | 0     | 4          | 1          | —          | —          | —      | —      | 33    | 2     |
| Тур                  | Итого            | Итого            | 53   | 2    | 4     | 0     | 5          | 1          | —          | —          | —      | —      | 62    | 3     |
| Тур B (фарм-клуб)    | Насьональ 3      | 2014/15          | 22   | 2    | —     | —     | —          | —          | —          | —          | —      | —      | 22    | 2     |
| Тур B (фарм-клуб)    | Насьональ 3      | 2015/16          | 8    | 0    | —     | —     | —          | —          | —          | —          | —      | —      | 8     | 0     |
| Тур B (фарм-клуб)    | Насьональ 3      | 2016/17          | 4    | 0    | —     | —     | —          | —          | —          | —          | —      | —      | 4     | 0     |
| Тур B (фарм-клуб)    | Насьональ 3      | 2017/18          | 4    | 0    | —     | —     | —          | —          | —          | —          | —      | —      | 4     | 0     |
| Тур B (фарм-клуб)    | Итого            | Итого            | 38   | 2    | —     | —     | —          | —          | —          | —          | —      | —      | 38    | 2     |
| Труа                 | Лига 2           | 2018/19          | 28   | 4    | 0     | 0     | 3          | 1          | —          | —          | 1      | 0      | 32    | 5     |
| Труа                 | Лига 2           | 2019/20          | 23   | 0    | 0     | 0     | 0          | 0          | —          | —          | —      | —      | 23    | 0     |
| Труа                 | Лига 2           | 2020/21          | 35   | 2    | 0     | 0     | 0          | 0          | —          | —          | —      | —      | 35    | 2     |
| Труа                 | Итого            | Итого            | 86   | 6    | 0     | 0     | 3          | 1          | —          | —          | 1      | 0      | 90    | 7     |
| Труа II (фарм-клуб)  | Насьональ 3      | 2018/19          | 1    | 0    | —     | —     | —          | —          | —          | —          | —      | —      | 1     | 0     |
| Труа II (фарм-клуб)  | Итого            | Итого            | 1    | 0    | —     | —     | —          | —          | —          | —          | —      | —      | 1     | 0     |
| Лос-Анджелес Гэлакси | MLS              | 2021             | 22   | 5    | —     | —     | —          | —          | —          | —          | —      | —      | 22    | 5     |
| Лос-Анджелес Гэлакси | MLS              | 2022             | 22   | 3    | 4     | 0     | —          | —          | —          | —          | —      | —      | 26    | 3     |
| Лос-Анджелес Гэлакси | Итого            | Итого            | 44   | 8    | 4     | 0     | —          | —          | —          | —          | —      | —      | 48    | 8     |
| Осер                 | Лига 1           | 2022/23          | 34   | 2    | 3     | 2     | —          | —          | —          | —          | —      | —      | 37    | 4     |
| Осер                 | Лига 2           | 2023/24          | 12   | 2    | 0     | 0     | —          | —          | —          | —          | —      | —      | 12    | 2     |
| Осер                 | Итого            | Итого            | 46   | 4    | 3     | 2     | —          | —          | —          | —          | —      | —      | 49    | 6     |
| Всего за карьеру     | Всего за карьеру | Всего за карьеру | 268  | 22   | 11    | 2     | 8          | 2          | —          | —          | 1      | 0      | 288   | 26    |

### Международная статистика
| Команда    | Год   | Игры | Голы |
| ---------- | ----- | ---- | ---- |
| Мадагаскар |       |      |      |
| 2019       | 8     | 2    |      |
| 2020       | 3     | 0    |      |
| 2021       | 7     | 0    |      |
| 2022       | 5     | 1    |      |
| 2023       | 3     | 0    |      |
| Всего      | Всего | 26   | 3    |

Голы за сборную
| №  | Дата             | Место                                                        | Соперник   | Голы | Результат | Турнир                                    |
| -- | ---------------- | ------------------------------------------------------------ | ---------- | ---- | --------- | ----------------------------------------- |
| 1. | 14 июня 2019     | «Аннекс де Гран Стад Марракеш», Марракеш, Марокко            | Мавритания | 1:0  | 1:3       | Товарищеский матч                         |
| 2. | 16 ноября 2019   | «Муниципальный стадион Махамасины», Антананариву, Мадагаскар | Эфиопия    | 1:0  | 1:0       | Квалификация Кубка африканских наций 2021 |
| 3. | 27 сентября 2022 | «Эль-Башир», Мохаммедия, Марокко                             | Бенин      | 1:3  | 1:3       | Товарищеский матч                         |